# Championnat d'Albanie de football 1979-1980
Navigation
Championnat d'Albanie 1978-79 Championnat d'Albanie 1980-81
Le Championnat d'Albanie de football de Kategoria Superiore 1979-1980 est la 39e édition de ce championnat.

## Classement
| Rang | Équipe                  | Pts | J  | G  | N  | P  | Bp | Bc | Diff |
| ---- | ----------------------- | --- | -- | -- | -- | -- | -- | -- | ---- |
| 1    | Dinamo Tirana           | 37  | 26 | 14 | 9  | 3  | 41 | 23 | +18  |
| 2    | 17 Nëntori Tirana       | 32  | 26 | 11 | 10 | 5  | 33 | 27 | +6   |
| 3    | Vllaznia Shkodër        | 31  | 26 | 12 | 7  | 7  | 37 | 26 | +11  |
| 4    | Partizan Tirana         | 29  | 26 | 9  | 11 | 6  | 41 | 30 | +11  |
| 5    | Flamurtari Vlorë        | 29  | 26 | 10 | 9  | 7  | 33 | 25 | +8   |
| 6    | Skënderbeu Korçë        | 28  | 26 | 9  | 10 | 7  | 27 | 24 | +3   |
| 7    | Luftëtari Gjirokastër   | 27  | 26 | 11 | 5  | 10 | 39 | 35 | +4   |
| 8    | Lokomotiva Durrës       | 27  | 26 | 8  | 11 | 7  | 29 | 27 | +2   |
| 9    | Labinoti Elbasan        | 27  | 26 | 7  | 13 | 6  | 27 | 25 | +2   |
| 10   | Besa Kavajë             | 26  | 26 | 9  | 8  | 9  | 27 | 29 | -2   |
| 11   | Naftëtari Qyteti Stalin | 24  | 26 | 9  | 6  | 11 | 29 | 39 | -10  |
| 12   | Tomori Berat            | 23  | 26 | 7  | 9  | 10 | 31 | 37 | -6   |
| 13   | Shkëndija Tirana        | 19  | 26 | 6  | 7  | 13 | 18 | 30 | -12  |
| 14   | Apolonia Fier           | 5   | 26 | 0  | 5  | 21 | 15 | 50 | -35  |

|  | Champion |
|  | Relégué  |

## Bilan de la saison
| Tableau d'Honneur                 |                 |
| Compétition                       | Vainqueur       |
| Championnat d'Albanie de football | Dinamo Tirana   |
| Coupe d'Albanie de football       | Partizan Tirana |

| Promotions et relégations     |                                   |
| Relégués en First Division    | Shkëndija Tirana Apolonia Fier    |
| Promus en Kategoria Superiore | Besëlidhja Lezhë Traktori Lushnja |